# Thereva oculata
Thereva oculata är en tvåvingeart som beskrevs av Egger 1859. Thereva oculata ingår i släktet Thereva och familjen stilettflugor. Inga underarter finns listade i Catalogue of Life.